# أهنغر
أهنغر (بالفارسية: آهنگر) هي قرية تقع في قسم تشناران الريفي (مقاطعة تشناران) في إيران. يقدر عدد سكانها بـ 40 نسمة بحسب إحصاء 2016.